# Вердье, Сюзанна
Сюза́нна Вердье́ (фр. Suzanne Verdier), урождённая Аллю́ (Allut; 1745 года, Монпелье — 1813 года, Юзес) — французская писательница.

## Биография
Сюзанна Аллю родилась в 1745 году в Монпелье.
В Париже она получила образование от священника-энциклопедиста Жана Пестре, изучала древние и новые языки, классическую литературу, живопись и музыку. С юности обнаружила поэтический талант. Выйдя замуж за Жана Вердье, богатого торговца из Юзеса, она дала полное образование своим детям, сохранив время для развития своих собственных навыков. Многие из её стихов периода с 1775 по 1787 годы были внесены в сборник Almanach des Muses и получили высокую оценку. Одно из этих произведений, «Описание фонтана Воклуза», было включено во французскую поэтическую коллекцию Жана-Франсуа де Лагарпа. Была председательницей Академии флоралий и членом римской Аркадской академии.
Критик Лагарп так отзывался о её творчестве: «И Вердье в идиллии победила Дезульер»

## Творчество
Писала в идиллическом духе:
- поэма «Description de la Fontaine de Vaucluse»;
- поэма в четырёх песнях «Géorgiques languédociennes» (1807);
- стихотворения в «Альманахе Муз» (fr:Almanach des Muses; 1775, 1777, 1785, 1786 и 1787 гг.)